# Sphaerostephanos wauensis
Sphaerostephanos wauensis är en kärrbräkenväxtart som beskrevs av Holtt. Sphaerostephanos wauensis ingår i släktet Sphaerostephanos och familjen Thelypteridaceae. Inga underarter finns listade.